# Мерілі Степан
Мерілі Степан (англ. Marilee Stepan, 2 лютого 1935 — 15 грудня 2021) — американська плавчиня.
Призерка Олімпійських Ігор 1952 року.